# Mihai Iosif
Mihai "Miță" Iosif (n. 22 octombrie 1974, București, România) este un antrenor român de fotbal, fost jucător. Petrecându-și junioratul la Rapid, acesta a debutat la doar 17 ani in prima divizie pentru giuleșteni. Ani mai târziu a fost cedat la Dinamo București, unde și-a petrecut 6 luni din carieră, apoi dat la schimb la Chindia Târgoviște cu regretatul Catalin Hildan.

## Cariera jucătorului
Mihai Iosif și-a început cariera de fotbalist la Rapid București, în 1982, club care peste ani va rămâne în sufletul său și unde avea să revină și ca manager. Iosif a debutat în Divizia B în 1989, la doar 15 ani, într-o înfrângere (0-2) împotriva Tractorul Brașov. În Divizia A, Iosif a debutat pentru același club, în 1992 , într-un meci împotriva Universității Craiova. Între debutul său în cel de-al doilea esalon  și cel din prima liga (1989-1992), a jucat mai ales pentru echipa Rapid București U19 și, de asemenea, pentru echipele naționale de tineret ale României. 
În 1995, Iosif a fost vândut rivalului Rapidului, Dinamo București, dar după o scurtă perioadă, el și coechipierul său, Irinel Voicu au fost transferați de la Dinamo București la echipa de Divizia B , Chindia Târgoviște Transferul a constat într-un schimb, Iosif și Irinel Voicu pentru Cătălin Hîldan și Cezar Dinu . Iosif a remarcat ani mai târziu că ambii jucători (Cătălin Hîldan și Cezar Dinu) au murit tragic, când erau încă tineri.
Între 1996și 1998 a făcut parte din generația de aur a Chindia Târgoviște, echipă supranumită la acea vreme drept „Micul Ajax”. Iosif a jucat în Divizia B și Divizia A pentru echipa situată sub Turnul Chindiei , apoi s-a mutat la FC Drobeta-Turnu Severin.
În 1999, Iosif a decis să se retragă din fotbal după ce a suferit aproape permanent de vertij, afecțiune care îl chinuia de doi ani.

## Scandalul dopajului
În 2009, Iosif a acordat un interviu pentru Gazeta Sporturilor în care a acuzat perioada petrecută la Chindia Târgoviște , perioadă care susține că i-a pus capăt carierei și i-a pus viața în pericol. În același interviu, Mihai Iosif a sugerat că există o legătură între dopajul folosit în anii 1990 și moartea celor doi jucători, Cătălin Hîldan și Ștefan Vrăbioru . Hîldan a jucat și pentru Chindia în acea perioadă, Iosif și Hîldan făceau atunci parte dintr-un schimb de jucători între Dinamo și echipa cu sediul la Târgoviște . 
"În cantonament înainte de meci, pastile. Multe, câte 10-12, la fiecare masă. Multicolore și anonime. La Rapid și Dinamo am luat tot felul de întăriri, dar știam ce pun în gură. Nu aici! De ce nu am întrebat? Din prostie, eram un copil neliniștit. Apoi, înainte de jocuri, ceaiul în care a trecut Silaghi și a pus câteva picături dintr-o fiolă: "Aaa, a venit Efe!", Cei mai în vârstă membri ai echipei s-au distrat. Știau sau bănuiau că li se administrează efedrină : „M-am simțit mai viu, aveam energie falsă. Ani mai târziu, după ce am scăpat de problemele mele de sănătate, m-am gândit la ele. Nu vreau să jignesc pe nimeni, să-i rănesc familiile, dar eram convins că trebuie să trec prin destinul lor. "
Vasile Silaghi, asistent manager al Chindiei în această perioadă a negat totul: !? „Povestiri, domnule Cum nimic nu a ieșit de la 15-20 de cecuri ca de multe am dat Pilula sub limba este Placebo ., Induce o stare era orice, vitamina C , Scobutil (bromură de N-butilscopolammoniu), doar pentru a-i face să creadă că totul va fi bine. Povestea mea a fost că am avut și ceva școală, am fost un băiat deștept și cei care știau doar să joace fotbal au comentat la pe mine."

## Cariera de antrenor
El și-a început cariera de antrenor la clubul Rapid, la grupa de juniori născuți în 2001, acolo unde juca și fiul său, Sabin Iosif. Peste câțiva ani a fost luat de Dan Alexa ca antrenor secund, cei doi promovând echipa în Liga I. În sezonul 2016-2017 a fost antrenor principal la AFC Rapid, unde a promovat echipa în Liga a IV-a. În același an a reușit să câștige și campionatul municipal la grupa 2001. În prezent este antrenorul principal al echipei Rapid București, începând din 15 martie 2021.

## Viața personală
Fiul său, Sabin Iosif (născut la 26 octombrie 2001), este și fotbalist, în prezent sub contract cu Rapid București . Sabin a mai jucat pentru Lucchese și ASU Politehnica Timișoara .  Unchiul său, Ion Pop , a fost și un fotbalist care a jucat la Rapid București . 

## Onoruri

### Player
Rapid București
- Divizia B : 1989-1990
- Cupa Ligii  : 1994

Chindia Târgoviște
- Divizia B : 1995-1996

### Manager
Rapid București
- Liga a II-a : 2020-2021 (promovat)